# Mohamed El-Amine Souef
Pour les articles homonymes, voir Amine et Souef.
Souef Mohamed El-Amine  est né le 28 juillet 1962. Il est diplomate, de formation et de carrière, écrivain et homme politique comorien.

## Biographie
L'Ambassadeur Souef Mohamed El-Amine est le Représentant spécial du Président de la Commission de l'Union africaine (SRCC) pour la Somalie et Chef de la Mission de Transition de l'Union Africaine en Somalie (ATMIS) depuis le 1er septembre 2022.
Jusqu'à sa nomination au poste de SRCC, M. Souef était chef du bureau régional de la Mission Multidimensionnelle Intégrée des Nations Unies pour la Stabilisation (MINUSMA) à Gao, au Mali, depuis août 2020. Il a auparavant occupé le même poste de 2015 à 2017. Il possède une riche expérience dans le domaine du maintien de la paix et de la diplomatie.
Dans le domaine du maintien de la paix, il a été successivement Chef du Bureau de Liaison de la MINUAD à Khartoum, au Sud et au Nord du Darfour d'avril 2012 à octobre 2015. Il a ensuite rejoint la MINUSMA, le 3 octobre 2015 en tant que Chef de Bureau à Gao, Secteur Est.
Auparavant, M. Souef a occupé diverses fonctions au sein du gouvernement des Comores, en tant que   conseiller du président des Comores (1992-1994) et Chef de la Division de la coopération bilatérale Afrique/Asie au ministère des Affaires étrangères des Comores (janvier 1991 – avril 1993).  Il est de 1995 à 1998 ambassadeur des Comores en Égypte et Représentant Permanent des Comores à la Ligue arabe sous Said Mohamed Djohar. Il est nommé Secrétaire d'État chargé de la coopération avec le Monde arabe par le président Mohamed Taki Abdulkarim en 1998. Il est ensuite devenu Ministre des Affaires étrangères en 1999 jusqu'en 2001, à la suite du coup d'État militaire d'Azali Assoumani .Il a démissionné brièvement en janvier de 2002, avec Azali Assoumani, avant la formation du gouvernement de transition, mais il a été reconduit au poste de Ministre des Affaires étrangères à l'issue de la victoire d'Azali Assoumani aux élections présidentielles en mai 2002, poste qu'il occupe jusqu'en juillet 2005 avant de diriger la Société Comorienne des Hydrocarbures. Entre temps, Il est député à l'assemblée en 2004. Il a été désigné Ambassadeur et Représentant permanent des Comores auprès des Nations Unies à New York en 2006. 
D'avril 2011 a septembre 2015, il assume successivement les fonctions de Chef du Bureau de liaison de la Minuad (Mission Hybride des Nations unies et de l'Union Africaine au Darfour) a Khartoum, Nyala (Darfour Sud) et El Fasher (Darfour Nord). Ensuite, M. Souef assume d'Octobre 2015 a fin-Juillet 2017 les fonctions de Chef de Bureau de la MINUSMA à Gao au Mali. Aussi, M. SOUEF Mohamed El-Amine a occupé  les fonctions de  Ministre des Affaires étrangères (son successeur fut Dhoihir Dhoulkamal), de la Coopération Internationale et de la Francophonie, chargé de La Diaspora de juillet 2017 à juillet 2020.
Homme de culture et de lettres, essayiste et ancien rédacteur en chef de La Lettre de Beit-Salam, Mohamed El-Amine Souef est un passionné de la culture orientale et de la musique africaine. M. Souef est un ancien maître de conférences au Centre de Consolidation de la paix d'Hiroshima, au Japon. 
Ancien   élève de l'Ecole Roi Fahd de Traduction de Tanger, M. Souef est titulaire d'un Diplôme d’Etudes Approfondies en lettres modernes de l'Université Sidi Mohamed Ibn Abdillah de Fès au Maroc (1990) et d’une maîtrise de langue et littérature à l’Université de Médine en Arabie Saoudite (1988). 
M. Souef a également suivi la formation Programme de Développement du Leadership des Nations Unies (LDP) à Genève en 2014, et une formation en diplomatie au Centre diplomatique d'Égypte (1991), ainsi qu'au qu’à l’Institut des Etudes Diplomatiques d'Islamabad au Pakistan (1991-1992). Il a également suivi un cours spécialisé en droit international humanitaire à Gorée, au Sénégal (2017).
M. Souef est également écrivain et, est l'auteur de six ouvrages sur la politique et la géopolitique, dont : Les Comores en mouvement ; Les Grands Défis de la Politique Etrangère des Comores ; Le Transport Aérien entre la Sécurité et la Souveraineté aux Comores ; Discours et Images des Comores ; Réflexions sur la Géopolitique de l’océan Indien ; OUA : Réalisations et échecs.
M. Souef parle couramment le français, l'anglais, l'arabe et le swahili. Il est marié et, père de trois garçons et d'une fille.